# Loturile pentru Campionatul Mondial de Fotbal 1978
Mai jos sunt loturile pentru Campionatul Mondial de Fotbal 1978 din Argentina.

## Grupa 1

### Argentina
Antrenor principal: César Luis Menotti
| Nr. | Poz. | Jucător               | Data nașterii (vârsta) | Selecții | Club                |
| --- | ---- | --------------------- | ---------------------- | -------- | ------------------- |
| 1   | M    | Norberto Alonso       | 4 ianuarie 1953        |          | River Plate         |
| 2   | M    | Osvaldo Ardiles       | 3 august 1952          |          | Huracán             |
| 3   | P    | Héctor Baley          | 16 noiembrie 1950      |          | Huracán             |
| 4   | M    | Daniel Bertoni        | 14 martie 1955         |          | Independiente       |
| 5   | P    | Ubaldo Fillol         | 21 iulie 1950          |          | River Plate         |
| 6   | M    | Américo Gallego       | 24 mai 1955            |          | Newell's Old Boys   |
| 7   | F    | Luis Galván           | 24 februarie 1948      |          | Talleres de Córdoba |
| 8   | M    | Rubén Galván          | 7 aprilie 1952         |          | Independiente       |
| 9   | M    | René Houseman         | 19 iulie 1953          |          | Huracán             |
| 10  | A    | Mario Kempes          | 15 iulie 1954          |          | Valencia            |
| 11  | F    | Daniel Killer         | 21 decembrie 1949      |          | Racing Club         |
| 12  | M    | Omar Larrosa          | 18 noiembrie 1947      |          | Independiente       |
| 13  | P    | Ricardo La Volpe      | 6 februarie 1952       |          | San Lorenzo         |
| 14  | A    | Leopoldo Luque        | 3 mai 1949             |          | River Plate         |
| 16  | M    | Oscar Ortiz           | 8 aprilie 1953         |          | River Plate         |
| 17  | M    | Miguel Oviedo         | 12 octombrie 1950      |          | Talleres de Córdoba |
| 18  | F    | Rubén Pagnanini       | 31 ianuarie 1949       |          | Independiente       |
| 19  | F    | Daniel Passarella (c) | 25 mai 1953            |          | River Plate         |
| 20  | F    | Alberto Tarantini     | 3 decembrie 1955       |          | Boca Juniors        |
| 21  | M    | José Daniel Valencia  | 3 octombrie 1955       |          | Talleres de Córdoba |
| 22  | M    | Ricardo Villa         | 18 august 1952         |          | Racing Club         |

Numerele s-au acordat în ordine alfabetică după prenume.

### Franța
Antrenor principal: Michel Hidalgo
| Nr. | Poz. | Jucător                    | Data nașterii (vârsta) | Selecții | Club       |
| --- | ---- | -------------------------- | ---------------------- | -------- | ---------- |
| 1   | P    | Dominique Baratelli        | 26 decembrie 1947      | 18       | Nice       |
| 2   | F    | Patrick Battiston          | 12 martie 1957         | 5        | Metz       |
| 3   | F    | Maxime Bossis              | 26 iunie 1955          | 11       | Nantes     |
| 4   | F    | Gérard Janvion             | 21 august 1953         | 15       | Etienne    |
| 5   | F    | François Bracci            | 3 noiembrie 1951       | 15       | Marseille  |
| 6   | F    | Christian Lopez            | 15 martie 1953         | 12       | Etienne    |
| 7   | F    | Patrice Rio                | 15 august 1948         | 15       | Nantes     |
| 8   | F    | Marius Trésor (c)          | 15 ianuarie 1950       | 36       | Marseille  |
| 9   | M    | Dominique Bathenay         | 13 februarie 1954      | 12       | Etienne    |
| 10  | M    | Jean-Marc Guillou          | 20 decembrie 1945      | 18       | Nice       |
| 11  | M    | Henri Michel               | 28 octombrie 1947      | 52       | Nantes     |
| 12  | M    | Claude Papi                | 16 aprilie 1949        | 2        | Bastia     |
| 13  | M    | Jean Petit                 | 25 septembrie 1949     | 3        | Monaco     |
| 14  | A    | Marc Berdoll               | 6 aprilie 1953         | 10       | Marseille  |
| 15  | M    | Michel Platini             | 21 iunie 1955          | 15       | Nancy      |
| 16  | A    | Christian Dalger           | 19 decembrie 1949      | 5        | Monaco     |
| 17  | A    | Bernard Lacombe            | 15 august 1952         | 14       | Lyon       |
| 18  | M    | Dominique Rocheteau        | 14 ianuarie 1955       | 10       | Etienne    |
| 19  | M    | Didier Six                 | 21 august 1954         | 15       | Lens       |
| 20  | A    | Olivier Rouyer             | 1 decembrie 1955       | 9        | Nancy      |
| 21  | P    | Jean-Paul Bertrand-Demanes | 23 mai 1952            | 9        | Nantes     |
| 22  | P    | Dominique Dropsy           | 9 decembrie 1951       | 0        | Strasbourg |

### Ungaria
Antrenor principal: Lajos Baróti
| Nr. | Poz. | Jucător           | Data nașterii (vârsta) | Selecții | Club                 |
| --- | ---- | ----------------- | ---------------------- | -------- | -------------------- |
| 1   | P    | Sándor Gujdár     | 8 noiembrie 1951       | 19       | Honvéd Budapesta     |
| 2   | F    | Péter Török       | 18 aprilie 1951        | 29       | Vasas SC             |
| 3   | F    | István Kocsis     | 6 octombrie 1949       | 6        | Honvéd Budapesta     |
| 4   | M    | József Tóth       | 2 decembrie 1951       | 25       | Újpest               |
| 5   | M    | Sándor Zombori    | 31 octombrie 1951      | 16       | Vasas SC             |
| 6   | F    | Zoltán Kereki (c) | 13 iulie 1953          | 24       | Szombathelyi Haladás |
| 7   | A    | László Fazekas    | 15 octombrie 1947      | 71       | Újpest               |
| 8   | A    | Tibor Nyilasi     | 18 ianuarie 1955       | 26       | Ferencváros          |
| 9   | A    | András Törőcsik   | 1 mai 1955             | 11       | Újpest               |
| 10  | M    | Sándor Pintér     | 18 iulie 1950          | 32       | Honvéd Budapesta     |
| 11  | A    | Béla Várady       | 12 aprilie 1953        | 28       | Vasas SC             |
| 12  | F    | Győző Martos      | 15 decembrie 1949      | 11       | Ferencváros          |
| 13  | M    | Károly Csapó      | 23 februarie 1952      | 5        | FC Tatabánya         |
| 14  | F    | László Bálint     | 1 februarie 1948       | 54       | Ferencváros          |
| 15  | F    | Tibor Rab         | 2 octombrie 1955       | 11       | Ferencváros          |
| 16  | M    | István Halász     | 12 octombrie 1951      | 3        | FC Tatabánya         |
| 17  | A    | László Pusztai    | 1 martie 1946          | 22       | Ferencváros          |
| 18  | M    | László Nagy       | 21 octombrie 1949      | 21       | Újpest               |
| 19  | A    | András Tóth       | 5 septembrie 1949      | 14       | Újpest               |
| 20  | M    | Ferenc Fülöp      | 22 februarie 1955      | 0        | MTK Budapesta        |
| 21  | P    | Ferenc Mészáros   | 11 aprilie 1950        | 13       | Vasas SC             |
| 22  | P    | László Kovács     | 24 aprilie 1951        | 12       | MOL Fehérvár         |

### Italia
Antrenor principal: Enzo Bearzot
| Nr. | Poz. | Jucător              | Data nașterii (vârsta) | Selecții | Club         |
| --- | ---- | -------------------- | ---------------------- | -------- | ------------ |
| 1   | P    | Dino Zoff (c)        | 28 februarie 1942      | 63       | Juventus     |
| 2   | F    | Mauro Bellugi        | 7 februarie 1950       | 22       | Bologna      |
| 3   | F    | Antonio Cabrini      | 8 octombrie 1957       | 0        | Juventus     |
| 4   | F    | Antonello Cuccureddu | 4 octombrie 1949       | 6        | Juventus     |
| 5   | F    | Claudio Gentile      | 27 septembrie 1953     | 16       | Juventus     |
| 6   | F    | Aldo Maldera         | 14 octombrie 1953      | 5        | Milan        |
| 7   | F    | Lionello Manfredonia | 27 noiembrie 1956      |          | Lazio        |
| 8   | F    | Gaetano Scirea       | 25 mai 1953            | 9        | Juventus     |
| 9   | M    | Giancarlo Antognoni  | 1 aprilie 1954         | 28       | Fiorentina   |
| 10  | M    | Romeo Benetti        | 20 octombrie 1945      | 40       | Juventus     |
| 11  | M    | Eraldo Pecci         | 12 aprilie 1955        | 5        | Torino       |
| 12  | P    | Paolo Conti          | 1 aprilie 1950         | 2        | Roma         |
| 13  | M    | Patrizio Sala        | 16 iunie 1955          | 5        | Torino       |
| 14  | M    | Marco Tardelli       | 24 septembrie 1954     | 19       | Juventus     |
| 15  | M    | Renato Zaccarelli    | 18 ianuarie 1951       | 14       | Torino       |
| 16  | M    | Franco Causio        | 1 februarie 1949       | 33       | Juventus     |
| 17  | M    | Claudio Sala         | 8 septembrie 1947      | 15       | Torino       |
| 18  | A    | Roberto Bettega      | 27 decembrie 1950      | 16       | Juventus     |
| 19  | A    | Francesco Graziani   | 16 decembrie 1952      | 22       | Torino       |
| 20  | A    | Paolo Pulici         | 27 aprilie 1950        | 18       | Torino       |
| 21  | A    | Paolo Rossi          | 23 septembrie 1956     | 2        | Vicenza      |
| 22  | P    | Ivano Bordon         | 13 aprilie 1951        | 1        | Inter Milano |

## Grupa 2

### Mexic
Antrenor principal: José Antonio Roca
| Nr. | Poz. | Jucător                  | Data nașterii (vârsta) | Selecții | Club             |
| --- | ---- | ------------------------ | ---------------------- | -------- | ---------------- |
| 1   | P    | José Pilar Reyes         | 12 octombrie 1955      |          | UANL Tigres      |
| 2   | F    | Manuel Nájera            | 20 decembrie 1952      |          | Leones Negros    |
| 3   | F    | Alfredo Tena             | 21 noiembrie 1956      |          | Club América     |
| 4   | F    | Eduardo Ramos            | 8 noiembrie 1949       |          | CD Guadalajara   |
| 5   | F    | Arturo Vázquez Ayala (c) | 26 iunie 1949          |          | Club UNAM        |
| 6   | M    | Guillermo Mendizábal     | 8 octombrie 1954       |          | Cruz Azul        |
| 7   | M    | Antonio de la Torre      | 21 septembrie 1951     |          | Club América     |
| 8   | A    | Enrique López Zarza      | 25 octombrie 1957      |          | Club UNAM        |
| 9   | A    | Víctor Rangel            | 11 martie 1957         |          | CD Guadalajara   |
| 10  | M    | Cristóbal Ortega         | 25 iulie 1956          |          | Club América     |
| 11  | A    | Hugo Sánchez             | 11 iulie 1958          |          | Club UNAM        |
| 12  | F    | Jesús Martínez           | 7 iunie 1952           |          | Club América     |
| 13  | F    | Rigoberto Cisneros       | 15 august 1953         |          | CD Toluca        |
| 14  | F    | Carlos Gómez             | 16 august 1952         |          | Club León        |
| 15  | F    | Ignacio Flores Ocaranza  | 31 iulie 1953          |          | Cruz Azul        |
| 16  | M    | Javier Cárdenas          | 8 decembrie 1952       |          | CD Toluca        |
| 17  | M    | Leonardo Cuéllar         | 14 ianuarie 1952       |          | Club UNAM        |
| 18  | M    | Gerardo Lugo             | 13 martie 1955         |          | CF Atlante       |
| 19  | A    | Hugo René Rodríguez      | 14 martie 1959         |          | Santos Laguna    |
| 20  | A    | Mario Medina             | 2 septembrie 1952      |          | CD Toluca        |
| 21  | A    | Raúl Isiordia            | 22 decembrie 1952      |          | Atlético Español |
| 22  | P    | Pedro Soto               | 22 octombrie 1952      |          | Club América     |

### Polonia
Antrenor principal: Jacek Gmoch
| Nr. | Poz. | Jucător              | Data nașterii (vârsta) | Selecții | Club               |
| --- | ---- | -------------------- | ---------------------- | -------- | ------------------ |
| 1   | P    | Jan Tomaszewski      | 9 ianuarie 1948        |          | ŁKS Łódź           |
| 2   | A    | Włodzimierz Mazur    | 18 aprilie 1954        |          | Zagłębie Sosnowiec |
| 3   | F    | Henryk Maculewicz    | 24 aprilie 1950        |          | Wisła Cracovia     |
| 4   | F    | Antoni Szymanowski   | 13 ianuarie 1951       |          | Wisła Cracovia     |
| 5   | M    | Adam Nawałka         | 23 octombrie 1957      |          | Wisła Cracovia     |
| 6   | F    | Jerzy Gorgoń         | 18 iulie 1949          |          | Górnik Zabrze      |
| 7   | A    | Andrzej Iwan         | 10 noiembrie 1959      |          | Wisła Cracovia     |
| 8   | M    | Henryk Kasperczak    | 10 iulie 1946          |          | Stal Mielec        |
| 9   | F    | Władysław Żmuda      | 6 iunie 1954           |          | Slask Wroclaw      |
| 10  | F    | Wojciech Rudy        | 24 octombrie 1952      |          | Zagłębie Sosnowiec |
| 11  | M    | Bohdan Masztaler     | 19 septembrie 1949     |          | ŁKS Łódź           |
| 12  | M    | Kazimierz Deyna (c)  | 23 octombrie 1947      |          | Legia Varșovia     |
| 13  | F    | Janusz Kupcewicz     | 9 decembrie 1955       |          | Arka Gdynia        |
| 14  | F    | Mirosław Justek      | 23 septembrie 1948     |          | Lech Poznań        |
| 15  | M    | Marek Kusto          | 29 aprilie 1954        |          | Legia Varșovia     |
| 16  | A    | Grzegorz Lato        | 8 aprilie 1950         |          | Stal Mielec        |
| 17  | A    | Andrzej Szarmach     | 3 octombrie 1950       |          | Stal Mielec        |
| 18  | M    | Zbigniew Boniek      | 3 martie 1956          |          | Widzew Łódź        |
| 19  | A    | Włodzimierz Lubański | 28 februarie 1947      |          | Lokeren            |
| 20  | F    | Roman Wójcicki       | 8 ianuarie 1958        |          | Odra Opole         |
| 21  | P    | Zygmunt Kukla        | 21 ianuarie 1948       |          | Stal Mielec        |
| 22  | P    | Zdzisław Kostrzewa   | 26 octombrie 1955      |          | Zagłębie Sosnowiec |

### Tunisia
Antrenor principal: Abdelmajid Chetali
| Nr. | Poz. | Jucător              | Data nașterii (vârsta) | Selecții | Club                 |
| --- | ---- | -------------------- | ---------------------- | -------- | -------------------- |
| 1   | P    | Sadok Sassi          | 15 noiembrie 1945      |          | Africain             |
| 2   | F    | Mokhtar Dhouib       | 23 martie 1952         |          | Sfaxien              |
| 3   | F    | Ali Kaabi            | 15 noiembrie 1953      |          | COT Tunis            |
| 4   | M    | Khaled Gasmi         | 8 aprilie 1953         |          | Bizertin             |
| 5   | F    | Mohsen Labidi        | 15 ianuarie 1954       |          | Stade Tunisien       |
| 6   | M    | Néjib Ghommidh       | 12 martie 1953         |          | Africain             |
| 7   | A    | Témime Lahzami (c)   | 1 ianuarie 1949        |          | Al-Ittihad           |
| 8   | M    | Mohamed Ben Rehaiem  | 20 martie 1951         |          | Sfaxien              |
| 9   | A    | Mohamed Akid         | 5 iulie 1949           |          | Sfaxien              |
| 10  | M    | Tarak Dhiab          | 15 iulie 1954          |          | Espérance Tunis      |
| 11  | A    | Abderraouf Ben Aziza | 23 septembrie 1953     |          | Étoile               |
| 12  | M    | Khemais Labidi       | 30 august 1950         |          | JS Kairouan          |
| 13  | A    | Néjib Liman          | 12 iunie 1953          |          | Stade Tunisien       |
| 14  | A    | Slah Karoui          | 11 septembrie 1951     |          | Étoile               |
| 15  | A    | Mohamed Ben Mouza    | 5 aprilie 1954         |          | Africain             |
| 16  | A    | Ohman Chehaibi       | 23 decembrie 1954      |          | JS Kairouan          |
| 17  | F    | Ridha El Louze       | 27 aprilie 1953        |          | Sfax Railways Sports |
| 18  | F    | Kamel Chebli         | 9 martie 1954          |          | Africain             |
| 19  | A    | Mokhtar Hasni        | 19 martie 1952         |          | La Louviére          |
| 20  | F    | Amor Jebali          | 24 decembrie 1956      |          | AS Marsa             |
| 21  | P    | Lamine Ben Aziza     | 10 noiembrie 1952      |          | Étoile               |
| 22  | P    | Mokhtar Naili        | 3 septembrie 1953      |          | Africain             |

### Germania de Vest
Antrenor principal: Helmut Schön
| Nr. | Poz. | Jucător                  | Data nașterii (vârsta) | Selecții | Club                |
| --- | ---- | ------------------------ | ---------------------- | -------- | ------------------- |
| 1   | P    | Sepp Maier               | 28 februarie 1944      |          | Bayern              |
| 2   | F    | Berti Vogts (c)          | 30 decembrie 1946      |          | M'gladbach          |
| 3   | F    | Bernard Dietz            | 22 martie 1948         |          | Duisburg            |
| 4   | M    | Rolf Rüssmann            | 13 octombrie 1950      |          | Schalke 04          |
| 5   | F    | Manfred Kaltz            | 6 ianuarie 1953        |          | Hamburg             |
| 6   | M    | Rainer Bonhof            | 29 martie 1952         |          | M'gladbach          |
| 7   | A    | Rüdiger Abramczik        | 18 februarie 1956      |          | Schalke 04          |
| 8   | A    | Herbert Zimmermann       | 1 iulie 1954           |          | Köln                |
| 9   | A    | Klaus Fischer            | 27 decembrie 1949      |          | Schalke 04          |
| 10  | M    | Heinz Flohe              | 28 ianuarie 1948       |          | Köln                |
| 11  | A    | Karl-Heinz Rummenigge    | 25 septembrie 1955     |          | Bayern              |
| 12  | F    | Hans-Georg Schwarzenbeck | 3 aprilie 1948         |          | Bayern              |
| 13  | F    | Harald Konopka           | 18 noiembrie 1952      |          | Köln                |
| 14  | A    | Dieter Müller            | 1 aprilie 1954         |          | Köln                |
| 15  | M    | Erich Beer               | 9 decembrie 1946       |          | Hertha Berlin       |
| 16  | M    | Bernhard Cullmann        | 1 noiembrie 1949       |          | Köln                |
| 17  | A    | Bernd Hölzenbein         | 9 martie 1946          |          | Eintracht Frankfurt |
| 18  | M    | Gerd Zewe                | 13 iunie 1950          |          | Düsseldorf          |
| 19  | A    | Ronald Worm              | 7 octombrie 1953       |          | Duisburg            |
| 20  | M    | Hansi Müller             | 27 iulie 1957          |          | Stuttgart           |
| 21  | P    | Rudolf Kargus            | 15 august 1952         |          | Hamburg             |
| 22  | P    | Dieter Burdenski         | 26 noiembrie 1950      |          | Werder Bremen       |

## Grupa 3

### Austria
Antrenor principal: Helmut Senekowitsch
| Nr. | Poz. | Jucător               | Data nașterii (vârsta) | Selecții | Club             |
| --- | ---- | --------------------- | ---------------------- | -------- | ---------------- |
| 1   | P    | Friedrich Koncilia    | 25 februarie 1948      | 37       | Wacker Innsbruck |
| 2   | F    | Robert Sara (c)       | 9 iunie 1946           | 37       | Austria Viena    |
| 3   | F    | Erich Obermayer       | 23 ianuarie 1953       | 10       | Austria Viena    |
| 4   | F    | Gerhard Breitenberger | 14 octombrie 1954      | 11       | VÖEST Linz       |
| 5   | F    | Bruno Pezzey          | 3 februarie 1955       | 25       | Wacker Innsbruck |
| 6   | M    | Roland Hattenberger   | 7 decembrie 1948       | 23       | Stuttgart        |
| 7   | M    | Josef Hickersberger   | 27 aprilie 1948        | 33       | Düsseldorf       |
| 8   | M    | Herbert Prohaska      | 8 august 1955          | 27       | Austria Viena    |
| 9   | A    | Hans Krankl           | 14 februarie 1953      | 34       | Rapid Viena      |
| 10  | A    | Wilhelm Kreuz         | 29 mai 1949            | 35       | Feyenoord        |
| 11  | M    | Kurt Jara             | 14 octombrie 1950      | 29       | Duisburg         |
| 12  | M    | Eduard Krieger        | 16 decembrie 1946      | 20       | Club Brugge      |
| 13  | M    | Günther Happich       | 28 ianuarie 1952       | 4        | Wiener AC        |
| 14  | F    | Heinrich Strasser     | 26 octombrie 1948      | 20       | Admira Wacker    |
| 15  | F    | Heribert Weber        | 28 iunie 1955          | 7        | Sturm Graz       |
| 16  | F    | Peter Persidis        | 8 martie 1947          | 7        | Rapid Viena      |
| 17  | A    | Franz Oberacher       | 24 martie 1954         | 3        | Wacker Innsbruck |
| 18  | A    | Walter Schachner      | 1 februarie 1957       | 6        | Alpine Donawitz  |
| 19  | A    | Hans Pirkner          | 25 martie 1946         | 18       | Austria Viena    |
| 20  | M    | Ernst Baumeister      | 22 ianuarie 1957       | 1        | Austria Viena    |
| 21  | P    | Erwin Fuchsbichler    | 27 martie 1952         | 2        | VÖEST Linz       |
| 22  | P    | Hubert Baumgartner    | 25 februarie 1955      | 1        | Austria Viena    |

### Brazilia
Antrenor principal: Cláudio Coutinho
| Nr. | Poz. | Jucător          | Data nașterii (vârsta) | Selecții | Club             |
| --- | ---- | ---------------- | ---------------------- | -------- | ---------------- |
| 1   | P    | Leão             | 11 iulie 1949          | 50       | Palmeiras        |
| 2   | F    | Toninho          | 7 iunie 1948           | 4        | Flamengo         |
| 3   | F    | Oscar            | 20 iunie 1954          | 4        | Ponte Preta      |
| 4   | F    | Amaral           | 25 decembrie 1954      | 22       | Corinthians      |
| 5   | M    | Toninho Cerezo   | 21 aprilie 1955        | 16       | Atletico Mineiro |
| 6   | F    | Edinho           | 5 iunie 1955           | 12       | Fluminense       |
| 7   | A    | Zé Sérgio        | 8 martie 1957          | 2        | Sao Paulo        |
| 8   | M    | Zico             | 3 martie 1953          | 21       | Flamengo         |
| 9   | A    | Reinaldo         | 11 ianuarie 1957       | 12       | Atletico Mineiro |
| 10  | A    | Rivelino (c)     | 1 ianuarie 1946        | 88       | Fluminense       |
| 11  | M    | Dirceu           | 15 iunie 1952          | 14       | Vasco da Gama    |
| 12  | P    | Carlos           | 4 martie 1956          | 0        | Ponte Preta      |
| 13  | F    | Nelinho          | 26 iulie 1950          | 13       | Cruzeiro         |
| 14  | F    | Abel             | 1 septembrie 1952      | 1        | Vasco da Gama    |
| 15  | F    | Polozzi          | 1 octombrie 1955       | 0        | Ponte Preta      |
| 16  | F    | Rodrigues Neto   | 6 decembrie 1949       | 7        | Botafogo RJ      |
| 17  | M    | Batista          | 8 martie 1955          | 4        | Internacional    |
| 18  | A    | Gil              | 24 decembrie 1950      | 22       | Botafogo RJ      |
| 19  | A    | Jorge Mendonça   | 6 iunie 1954           | 0        | Palmeiras        |
| 20  | A    | Roberto Dinamite | 13 aprilie 1954        | 20       | Vasco da Gama    |
| 21  | M    | Chicão           | 30 ianuarie 1949       | 5        | Sao Paulo        |
| 22  | P    | Valdir Peres     | 2 februarie 1951       | 5        | Sao Paulo        |

### Spania
Antrenor principal: Ladislao Kubala
| Nr. | Poz. | Jucător               | Data nașterii (vârsta) | Selecții | Club            |
| --- | ---- | --------------------- | ---------------------- | -------- | --------------- |
| 1   | P    | Luis Arconada         | 26 iunie 1954          |          | Real Sociedad   |
| 2   | F    | Antonio de la Cruz    | 7 mai 1947             |          | Barcelona       |
| 3   | M    | Francisco Javier Uría | 1 februarie 1950       |          | Gijón           |
| 4   | M    | Juan Manuel Asensi    | 23 septembrie 1949     |          | Barcelona       |
| 5   | F    | Migueli               | 19 decembrie 1951      |          | Barcelona       |
| 6   | F    | Antonio Biosca        | 8 decembrie 1949       |          | Betis           |
| 7   | A    | Dani                  | 28 iunie 1951          |          | Athletic Bilbao |
| 8   | A    | Juanito               | 10 noiembrie 1954      |          | Real Madrid     |
| 9   | A    | Quini                 | 23 septembrie 1949     |          | Gijón           |
| 10  | A    | Santillana            | 23 august 1952         |          | Real Madrid     |
| 11  | M    | Julio Cardeñosa       | 27 octombrie 1949      |          | Betis           |
| 12  | M    | Antonio Guzmán        | 2 decembrie 1953       |          | Rayo Vallecano  |
| 13  | P    | Miguel Ángel          | 24 decembrie 1947      |          | Real Madrid     |
| 14  | M    | Eugenio Leal          | 13 mai 1953            |          | Atlético Madrid |
| 15  | A    | Marañón               | 23 iulie 1948          |          | Espanyol        |
| 16  | F    | Antonio Olmo          | 18 ianuarie 1954       |          | Barcelona       |
| 17  | F    | Marcelino             | 13 august 1955         |          | Atlético Madrid |
| 18  | F    | Pirri (c)             | 11 martie 1945         |          | Real Madrid     |
| 19  | A    | Carles Rexach         | 13 ianuarie 1947       |          | Barcelona       |
| 20  | A    | Rubén Cano            | 5 februarie 1951       |          | Atlético Madrid |
| 21  | M    | Isidoro San José      | 27 octombrie 1956      |          | Real Madrid     |
| 22  | P    | Urruti                | 17 februarie 1952      |          | Espanyol        |

### Suedia
Antrenor principal: Georg Ericson
| Nr. | Poz. | Jucător             | Data nașterii (vârsta) | Selecții | Club           |
| --- | ---- | ------------------- | ---------------------- | -------- | -------------- |
| 1   | P    | Ronnie Hellström    | 21 februarie 1949      |          | Kaiserslautern |
| 2   | F    | Hasse Borg          | 4 august 1953          |          | Braunschweig   |
| 3   | F    | Roy Andersson       | 2 august 1949          |          | Malmö          |
| 4   | M    | Björn Nordqvist (c) | 6 octombrie 1942       |          | Göteborg       |
| 5   | F    | Ingemar Erlandsson  | 16 noiembrie 1957      |          | Malmö          |
| 6   | M    | Staffan Tapper      | 10 iulie 1948          |          | Malmö          |
| 7   | M    | Anders Linderoth    | 21 martie 1950         |          | Marseille      |
| 8   | A    | Bo Larsson          | 5 mai 1944             |          | Malmö          |
| 9   | M    | Lennart Larsson     | 9 iulie 1953           |          | Schalke 04     |
| 10  | A    | Thomas Sjöberg      | 6 iulie 1952           |          | Malmö          |
| 11  | A    | Benny Wendt         | 4 noiembrie 1950       |          | Kaiserslautern |
| 12  | P    | Göran Hagberg       | 8 noiembrie 1947       |          | Östers         |
| 13  | F    | Magnus Andersson    | 23 aprilie 1958        |          | Malmö          |
| 14  | M    | Ronald Åhman        | 31 ianuarie 1957       |          | Örebro         |
| 15  | A    | Torbjörn Nilsson    | 9 iulie 1954           |          | Göteborg       |
| 16  | A    | Conny Torstensson   | 28 august 1949         |          | Zürich         |
| 17  | P    | Jan Möller          | 17 septembrie 1953     |          | Malmö          |
| 18  | M    | Olle Nordin         | 23 noiembrie 1949      |          | Göteborg       |
| 19  | F    | Kent Karlsson       | 25 noiembrie 1945      |          | Eskilstuna     |
| 20  | F    | Roland Andersson    | 28 martie 1950         |          | Malmö          |
| 21  | A    | Sanny Åslund        | 29 august 1952         |          | AIK Solna      |
| 22  | A    | Ralf Edström        | 7 octombrie 1952       |          | Göteborg       |

## Grupa 4

### Iran
Antrenor principal: Heshmat Mohajerani
| Nr. | Poz. | Jucător              | Data nașterii (vârsta) | Selecții | Club            |
| --- | ---- | -------------------- | ---------------------- | -------- | --------------- |
| 1   | P    | Nasser Hejazi        | 14 decembrie 1949      |          | Shahbaz FC      |
| 2   | M    | Iraj Danaeifard      | 19 martie 1951         |          | Esteghlal FC    |
| 3   | A    | Behtash Fariba       | 11 februarie 1955      |          | Pas FC          |
| 4   | A    | Majid Bishkar        | 6 august 1956          |          | Shahbaz FC      |
| 5   | F    | Javad Allahverdi     | 16 iulie 1954          |          | Persepolis FC   |
| 6   | M    | Hassan Nayebagha     | 17 septembrie 1950     |          | Homa FC         |
| 7   | M    | Ali Parvin           | 12 octombrie 1946      |          | Persepolis FC   |
| 8   | M    | Ebrahim Ghasempour   | 24 august 1956         |          | Shahbaz FC      |
| 9   | M    | Mohammad Sadeghi     | 17 martie 1951         |          | Pas FC          |
| 10  | A    | Hassan Roshan        | 2 iunie 1955           |          | Esteghlal FC    |
| 11  | F    | Ali Reza Ghesghayan  | 27 februarie 1954      |          | Bargh Shiraz FC |
| 12  | P    | Bahram Mavaddat      | 30 ianuarie 1950       |          | Sepahan FC      |
| 13  | A    | Hamid Majd Teymouri  | 3 iunie 1953           |          | Shahbaz FC      |
| 14  | F    | Hassan Nazari        | 19 august 1955         |          | Esteghlal FC    |
| 15  | F    | Andranik Eskandarian | 31 decembrie 1951      |          | Esteghlal FC    |
| 16  | A    | Nasser Nouraei       | 9 iulie 1956           |          | Homa FC         |
| 17  | A    | Ghafour Jahani       | 18 iunie 1950          |          | Malavan FC      |
| 18  | A    | Hossein Faraki       | 19 aprilie 1956        |          | Pas FC          |
| 19  | M    | Ali Shojaei          | 23 martie 1953         |          | Sepahan FC      |
| 20  | F    | Nasrollah Abdollahi  | 2 septembrie 1951      |          | Shahbaz FC      |
| 21  | F    | Hossein Kazerani     | 13 aprilie 1947        |          | Pas FC          |
| 22  | P    | Rasoul Korbekandi    | 27 ianuarie 1953       |          | Zob Ahan FC     |

### Țările de Jos
Antrenor principal:  Ernst Happel
| Nr. | Poz. | Jucător              | Data nașterii (vârsta) | Selecții | Club             |
| --- | ---- | -------------------- | ---------------------- | -------- | ---------------- |
| 1   | P    | Piet Schrijvers      | 15 decembrie 1946      | 16       | Ajax             |
| 2   | F    | Jan Poortvliet       | 21 septembrie 1955     | 1        | PSV              |
| 3   | M    | Dick Schoenaker      | 30 noiembrie 1952      | 0        | Ajax             |
| 4   | F    | Adrie van Kraay      | 1 august 1953          | 13       | PSV              |
| 5   | F    | Ruud Krol (c)        | 24 martie 1949         | 52       | Ajax             |
| 6   | M    | Wim Jansen           | 28 octombrie 1946      | 50       | Feyenoord        |
| 7   | F    | Piet Wildschut       | 25 octombrie 1957      | 1        | Twente           |
| 8   | P    | Jan Jongbloed        | 25 noiembrie 1940      | 19       | Roda             |
| 9   | M    | Arie Haan            | 16 noiembrie 1948      | 24       | Anderlecht       |
| 10  | M    | René van de Kerkhof  | 16 septembrie 1951     | 20       | PSV              |
| 11  | M    | Willy van de Kerkhof | 16 septembrie 1951     | 18       | PSV              |
| 12  | A    | Rob Rensenbrink      | 3 iulie 1947           | 34       | Anderlecht       |
| 13  | M    | Johan Neeskens       | 15 septembrie 1951     | 38       | Barcelona        |
| 14  | M    | Johan Boskamp        | 21 octombrie 1948      | 1        | RWD Molenbeek    |
| 15  | F    | Hugo Hovenkamp       | 5 octombrie 1950       | 7        | AZ Alkmaar       |
| 16  | A    | Johnny Rep           | 25 noiembrie 1951      | 23       | Bastia           |
| 17  | F    | Wim Rijsbergen       | 18 ianuarie 1952       | 25       | Feyenoord        |
| 18  | A    | Dick Nanninga        | 17 ianuarie 1949       | 1        | Roda             |
| 19  | P    | Pim Doesburg         | 28 octombrie 1943      | 2        | Sparta Rotterdam |
| 20  | F    | Wim Suurbier         | 16 ianuarie 1945       | 56       | Schalke 04       |
| 21  | A    | Harry Lubse          | 23 septembrie 1951     | 1        | PSV              |
| 22  | F    | Ernie Brandts        | 3 februarie 1956       | 1        | PSV              |

### Peru
Antrenor principal: Marcos Calderón
| Nr. | Poz. | Jucător              | Data nașterii (vârsta) | Selecții | Club                        |
| --- | ---- | -------------------- | ---------------------- | -------- | --------------------------- |
| 1   | P    | Ottorino Sartor      | 18 septembrie 1945     |          | Colegio Nacional de Iquitos |
| 2   | F    | Jaime Duarte         | 27 februarie 1955      |          | Alianza Lima                |
| 3   | F    | Rodolfo Manzo        | 5 iunie 1949           |          | Deportivo Municipal         |
| 4   | F    | Héctor Chumpitaz (c) | 12 aprilie 1944        |          | Sporting Cristal            |
| 5   | F    | Rubén Toribio Díaz   | 17 aprilie 1952        |          | Sporting Cristal            |
| 6   | M    | José Velásquez       | 4 iunie 1952           |          | Alianza Lima                |
| 7   | A    | Juan Muñante         | 4 mai 1952             |          | UNAM Pumas                  |
| 8   | M    | César Cueto          | 16 iunie 1952          |          | Alianza Lima                |
| 9   | M    | Percy Rojas          | 16 septembrie 1949     |          | Sporting Cristal            |
| 10  | M    | Teófilo Cubillas     | 8 martie 1949          |          | Alianza Lima                |
| 11  | A    | Juan Carlos Oblitas  | 16 februarie 1951      |          | Sporting Cristal            |
| 12  | A    | Roberto Mosquera     | 21 iunie 1956          |          | Sporting Cristal            |
| 13  | P    | Juan Cáceres         | 27 decembrie 1949      |          | Alianza Lima                |
| 14  | F    | José Navarro         | 24 septembrie 1948     |          | Sporting Cristal            |
| 15  | M    | Germán Leguía        | 2 ianuarie 1954        |          | Deportivo Municipal         |
| 16  | M    | Raúl Gorriti         | 10 octombrie 1956      |          | Sporting Cristal            |
| 17  | M    | Alfredo Quesada      | 22 septembrie 1949     |          | Sporting Cristal            |
| 18  | M    | Ernesto Labarthe     | 2 iunie 1956           |          | Sport Boys                  |
| 19  | A    | Guillermo La Rosa    | 6 iunie 1952           |          | Alianza Lima                |
| 20  | A    | Hugo Sotil           | 18 mai 1946            |          | Alianza Lima                |
| 21  | P    | Ramón Quiroga        | 23 iulie 1950          |          | Sporting Cristal            |
| 22  | F    | Roberto Rojas        | 26 octombrie 1955      |          | Alianza Lima                |

### Scoția
Manager: Ally MacLeod
| Nr. | Poz. | Jucător            | Data nașterii (vârsta) | Selecții | Club              |
| --- | ---- | ------------------ | ---------------------- | -------- | ----------------- |
| 1   | P    | Alan Rough         | 25 noiembrie 1951      | 18       | Partick Thistle   |
| 2   | F    | Sandy Jardine      | 31 decembrie 1948      | 33       | Rangers           |
| 3   | F    | Willie Donachie    | 5 octombrie 1951       | 32       | Manchester City   |
| 4   | F    | Martin Buchan      | 6 martie 1949          | 28       | Manchester United |
| 5   | F    | Gordon McQueen     | 26 iunie 1952          | 20       | Manchester United |
| 6   | M    | Bruce Rioch        | 6 septembrie 1947      | 22       | Derby             |
| 7   | M    | Don Masson         | 26 august 1949         | 16       | Derby             |
| 8   | A    | Kenny Dalglish     | 4 martie 1951          | 54       | Liverpool         |
| 9   | A    | Joe Jordan         | 15 decembrie 1951      | 30       | Manchester United |
| 10  | M    | Asa Hartford       | 24 octombrie 1950      | 24       | Manchester City   |
| 11  | M    | Willie Johnston    | 19 decembrie 1946      | 21       | West Bromwich     |
| 12  | P    | Jim Blyth          | 2 februarie 1955       | 2        | Coventry          |
| 13  | F    | Stuart Kennedy (c) | 31 mai 1953            | 3        | Aberdeen          |
| 14  | F    | Tom Forsyth        | 23 ianuarie 1949       | 19       | Rangers           |
| 15  | M    | Archie Gemmill     | 24 martie 1947         | 26       | Nottingham Forest |
| 16  | A    | Lou Macari         | 7 iunie 1949           | 22       | Manchester United |
| 17  | A    | Derek Johnstone    | 4 noiembrie 1953       | 11       | Rangers           |
| 18  | M    | Graeme Souness     | 6 mai 1953             | 6        | Liverpool         |
| 19  | A    | John Robertson     | 20 ianuarie 1953       | 2        | Nottingham Forest |
| 20  | P    | Bobby Clark        | 26 septembrie 1945     | 17       | Aberdeen          |
| 21  | A    | Joe Harper         | 11 ianuarie 1948       | 3        | Aberdeen          |
| 22  | F    | Kenny Burns        | 23 septembrie 1953     | 11       | Nottingham Forest |

## Legături externe
- en  Campionatul Mondial pe site-ul Planet World Cup